# Simon Curtis (cantante)
Simon Curtis (Michigan, 18 marzo 1986) è un cantante e attore statunitense.
Ha raggiunto la fama per l'interpretazione di Royce Du Lac nel film Spectacular!.
Dopo aver pubblicato un extended play, Alter Boy, Curtis ha inciso il suo album di debutto, 8Bit Heart, nel 2010, seguito da ∆ML, secondo album pubblicato l'anno seguente.
Curtis ha vinto la rivista il concorso "Get Famous" di Johnny Wright, è arrivato tra i dieci finalisti del "Britney Spears Samsung Superstar Tour", è stato ingaggiato dalla Disney per creare una canzone per l'evento annuale di Disneyland, è stato nominato "Ambasciatore della musica dell'Oklahoma" e infine ha vinto il premio dell'Università di Tulsa.

## Biografia
Simon Curtis è nato nello stato del Michigan, Stati Uniti e cresciuto a Tulsa, Oklahoma. All'età di dieci anni, gli fu diagnosticata la leucemia. Due settimane dopo la diagnosi, la malattia andò in remissione. Dopo aver chiesto a sua madre di iscriverlo ad un'audizione mentre faceva una trasfusione di sangue, Simon conquistò un ambito ruolo nel musical Joseph and the Amazing Technicolor Dreamcoat. Simon è dichiaratamente gay.

## Carriera
Dopo anni di performance in musical e opere, Curtis cambia totalmente aspirazioni riguardo alla musica pop. Ispirato dai più famosi artisti come Britney Spears ed *NSYNC, decide di incidere il suo primo demo. All'età di 15 anni finisce di incidere il primo blocco di canzoni e inizia a venderle in proprio.
A sedici anni conosce il produttore locale Jadion, che gli offre la sua collaborazione dopo averlo visto partecipare al Britney Spears Superstar Karaoke tour a Tulsa. Qualche mese dopo, Curtis si sente pronto per affrontare nuovamente lo studio di registrazione, questa volta con un approccio più fresco, e quindi contatta il produttore Jadion. Iniziano ad incidere il primo demo e per la prima volta Curtis vede le canzoni scritte da lui diventare una realtà.
Pochi mesi prima del suo diciannovesimo compleanno, Curtis viene invitato ad andare ad abitare nella stessa casa del suo produttore e di sua moglie a Los Angeles.
All'età di vent'anni, Curtis trova finalmente la sua voce nell'appartamento di Jadion e proprio lì ultimerà il suo primo EP Alter Boy. Recentemente a Curtis e Jadion è stata commissionata la creazione di una sigla per l'annuale evento di Disneyland, Flashback, che sarebbe poi diventato un singolo per beneficenza destinato alla Leukemia and Lymphoma Society of America.
Alla fine del 2009 Curtis si riunisce con Jadion e in soli tredici giorni scrive e incide 8Bit Heart. Dopo aver raggiunto ottomila utenti sul suo profilo Twitter, Curtis decide di distribuire il suo album gratuitamente sul suo sito internet. L'album viene accolto bene dalla comunità pop e viene scaricato 150 000 volte in due settimane dopo la sua messa in rete. Tutto questo viene fatto senza l'appoggio di un manager di un'etichetta discografica. Curtis spera di poter essere ingaggiato al più presto e intanto promuove il suo album sui vari blog musicali. Successivamente viene ingaggiato per aprire lo show di AJ McLean (componente dei Backstreet Boys) al Roxy Theatre il 6 maggio 2010. Nei mesi successivi Curtis lavora sul suo secondo album, che esce il 7 giugno 2011 sotto il nome di R∆.

## Discografia

### Album in studio
- 2010 – 8Bit Heart
- 2011 – R∆
- 2023 –  Angel Aura

### EP
- 2006 - Alter Boy
- 2013 - WWW
- 2015 - Love, S

### Singoli
| Anno | Titolo     | Album di provenienza |
| ---- | ---------- | -------------------- |
| 2010 | Delusional | 8Bit Heart           |
| 2010 | Diablo     | 8Bit Heart           |
| 2010 | 8Bit Heart | 8Bit Heart           |
| 2011 | Flesh      | R∆                   |
| 2011 | Superhero  | R∆                   |

### Apparizioni in colonne sonore
- Spectacular!: Original Television Soundtrack

## Filmografia

### Televisione
- Spectacular!, regia di Robert Iscove – film TV (2009)
- Hannah Montana – serie TV